# Gran mufti d'Egitto
Il gran mufti d'Egitto (in arabo: مفتي الديار المصرية) è un'alta carica religiosa tradizionale in Egitto.
Egli presiede il comitato consultivo legale per le questioni giuridiche islamiche (fatwā), la Casa della Fatwa (in arabo: دار الإفتاء المصرية / Dār al-Iftā' al-Miṣrīya), fondata nel 1895. La carica è subordinata al Ministero della Giustizia.
Dopo quella di sceicco di al-Azhar, è la seconda più importante istituzione islamica in Egitto.
L'attuale gran mufti d'Egitto è dal 2013 Shawki Ibrahim Allam, succeduto ad ʿAlī Jumʿa.
L'attuale sceicco di al-Azhar, Ahmad Mohammad al-Tayyeb, è stato gran mufti d'Egitto dal 2002 al 2003.

## Lista dei gran mufti d'Egitto
- 1895–1899 Sceicco Hassunah al-Nawawi  حسونة النواوي
- 1899–1905 Imam Sceicco Muhammad Abduh  محمد عبده
- 1905–1914 Sceicco Bakri al-Sadafi  بكري الصدفي
- 1914–1920 Sceicco Muhammad Bashit al-Muti`i محمد بخيت المطيعي
- luglio-novembre 1920 Sceicco Muhammad Isma`il al-Bardisi  محمد إسماعيل البرديسي
- 1921–1928 Sceicco `Abd al-Rahman Qurra`ah  عبد الرحمن قراعة
- 1928–1945 Sceicco `Abd al-Majid Salim  عبد المجيد سليم البشري
- 1946–1950 Sceicco Hasanayn Muhammad Mashluf  حسنين محمد مخلوف
- 1950–1952 Sceicco `Allam Nassar  علام نصار
- 1952–1954 Sceicco Hasanayn Muhammad Makhluf (seconda volta) حسنين محمد مخلوف
- 1955–1960 Sceicco Hasan Ma'mun  حسن مأمون
- 1960–1970 Sceicco Ahmad Muhammad `Abd al-`Al Haridi  أحمد محمد عبد العال هريدي
- 1970–1978 Sceicco Muhammad Shatir Muhammad as-Shaikh محمد خاطر محمد الشيخ
- 1978–1982 Sceicco Jād al-Haqq ʿAlī Jād al-Haqq
- 1982–1985 Sceicco `Abd al-Latif `Abd al-Ghani Hamza عبد اللطيف عبد الغني حمزة
- 1986–1996 Muhammad Sayyid Tantawi محمد سيد طنطاوي
- 1996–2002 Nasr Farid Wasil  نصر فريد واصل
- 2002–2003 Ahmad Mohammad al-Tayyeb أحمد الطيب
- 2003–2013 ʿAlī Jumʿa علي جمعة
- 2013-presente Sceicco Shawki Ibrahim Allam شوقي إبراهيم علام